# Dieffenbach-au-Val
Dieffenbach-au-Val es una localidad y comuna francesa, situada en el departamento del Bajo Rin en la región de Alsacia.
- Datos: Q21251
- Multimedia: Dieffenbach-au-Val / Q21251

1. ↑  Worldpostalcodes.org, código postal n.º 67220.
2. ↑  INSEE, Datos de población para el año 2012 de Dieffenbach-au-Val (en francés).